# Alexandra Bleyer
Alexandra Bleyer (* 1974 in Klagenfurt) ist eine österreichische Historikerin und Autorin.

## Leben
Alexandra Bleyer studierte ab 2000 an der Universität Klagenfurt Geschichtswissenschaft, wo sie 2013 mit einer Dissertation über „Die österreichische Propaganda zum Nationalkrieg von 1809“ zur Doktorin promovierte. Neben dem Studium war sie als Online- und Printjournalistin tätig, später spezialisierte sich als freie Kulturjournalistin für überregionale österreichische Tages- und Wochenzeitungen auf historische Themen. Seit 2013 schreibt sie eine regelmäßige Kolumne für die Wochenendbeilage der Salzburger Nachrichten, in diesem Jahr veröffentlichte sie mit Auf gegen Napoleon! Mythos Volkskriege ihr erstes Sachbuch. Sie lebt mit ihrer Familie am Millstätter See.
Basierend auf ihrem 2015 veröffentlichten Kriminalroman Waidmannsdank entstand 2019 unter der Regie von Daniel Prochaska und nach dem Drehbuch von Pia Hierzegger der Fernsehfilm Waidmannsdank aus der ORF-Landkrimi-Filmreihe.
Eine Ausbildung zur „Schreibberaterin“ absolvierte sie bei Gerd Bräuer an der Pädagogischen Hochschule in Freiburg im Breisgau. Sie fördert in Vorträgen und Workshops zur politischen Kommunikation/Propaganda an Schulen sowie in der Erwachsenenbildung Medienkompetenz und Demokratieverständnis.

## Publikationen (Auswahl)

### Sachbücher
- 2013: Auf gegen Napoleon! Mythos Volkskriege, Primus-Verlag, Darmstadt 2013, ISBN 978-3-86312-022-1.
- 2014: Das System Metternich. Die Neuordnung Europas nach Napoleon. Primus-Verlag, Darmstadt 2014, ISBN 978-3-86312-081-8.
- 2015: Drum prüfe, wer sich ewig bindet: eine kleine Geschichte der Ehe von der Antike bis zur Gegenwart, Residenz-Verlag, St. Pölten/Salzburg/Wien 2015, ISBN 978-3-7017-3362-0.
- 2016: Eltern werden ist nicht schwer, Residenz-Verlag, Salzburg/Wien 2016, ISBN 978-3-7017-3378-1.
- 2017: Propaganda als Machtinstrument. Fakten, Fakes und Strategien. Eine Gebrauchsanleitung, Norderstedt 2017, ISBN 978-3-7431-9071-9.
- 2019: Napoleon. 100 Seiten, Reclam-Verlag, Ditzingen 2019, ISBN 978-3-15-020532-7.
- 2020: Propaganda. 100 Seiten, Reclam-Verlag, Ditzingen 2020, ISBN 978-3-15-020540-2.
- 2022: 1848. Erfolgsgeschichte einer gescheiterten Revolution, Reclam-Verlag, Ditzingen 2022, ISBN 978-3-15-011281-6.[8][9][10]
- 2025: Revolutionärinnen. Frauen, die Geschichte schrieben: Visionärinnen, Freiheitskämpferinnen und Feministinnen aus der ganzen Welt, Reclam, Ditzingen 2025, ISBN 978-3-15-011413-1[11]

### Belletristik
- 2015: Wer mordet schon in Kärnten? 11 Krimis und 125 Freizeittipps, gemeinsam mit Dorothea Böhme, Gmeiner-Verlag, Meßkirch 2015, ISBN 978-3-8392-1654-5.
- 2016: Waidmannsdank, Kriminalroman, Emons Verlag, Köln 2016, ISBN 978-3-86358-969-1.
- 2017: Wenn der Platzhirsch röhrt, Kriminalroman, Emons Verlag, Köln 2017, ISBN  978-3-7408-0165-6.
- 2018: Die letzte Pirsch, Kriminalroman, Emons Verlag, Köln 2018, ISBN 978-3-7408-0461-9.
- 2019: Kärntner Kesseltrieb, Kriminalroman, Emons Verlag, Köln 2019, ISBN 978-3-7408-0610-1.
- 2020: Waidmannsruh, Kriminalroman, Emons Verlag, Köln 2020, ISBN 978-3-7408-0909-6.